# Bartomeu Ventayol Vanrell
Bartolomeu o Bartomeu Ventayol Vanrell (Alcúdia, Mallorca el 2 de juliol de 1922 - 28 de juny de 2016) fou metge de la ciutat d'Alcúdia.
Començà a estudiar veterinària a Saragossa. Al cap de pocs anys canvià els estudis pels de medicina, i estudià en diferents universitats: La universitat de Saragossa, La Universitat de Cadiz i la Universitat de València.
El 25 de juliol de 2008 rebré el títol de Fill Predilecte de la Ciutat d'Alcúdia en mans del batlle Miquel Ferrer Viver, a l'Ajuntament d'Alcúdia. El títol li fou concedit gràcies a la seva gran humanitat i entrega als alcudiencs durant molts anys quan va ser el principal metge de la ciutat.